# A. Branco
A. Branco – portugalski rugbysta, sześciokrotny reprezentant Portugalii w rugby union mężczyzn. 
Jego pierwszym meczem w reprezentacji było spotkanie z Hiszpanią, które zostało rozegrane 31 marca 1968. Ostatni raz w reprezentacji zagrał 12 maja 1968 z Włochami w Lizbonie. 